# يوكي ياماموتو
يوكي ياماموتو (باليابانية: 山本 悠樹) (مواليد 6 نوفمبر 1997) هو لاعب كرة قدم ياباني.

## وصلات خارجية
- يوكي ياماموتو على موقع رابطة كرة القدم اليابانية للمحترفين (اليابانية)
- يوكي ياماموتو على موقع قاعدة بيانات كرة القدم.إي يو (الإنجليزية)
- يوكي ياماموتو على موقع Soccerway.com (الإنجليزية)
- يوكي ياماموتو على موقع عالم كرة القدم.نت (الإنجليزية)